# ハンマメット湾
ハンマメット湾（ハンマメットわん　Gulf of Hammamet）は、地中海南部にある湾。東側に開けた湾であり、チュニジア北東に位置する。
湾口の幅は約100km。湾の北側にボン岬半島があり、湾の北岸にはハンマメット、南西岸にはスースの街がある。